# Râul Setul
Râul Setul este un curs de apă, afluent al râului Valea Neagră. 

## Hărți
- Harta Munții Baiului  Arhivat în 15 iunie 2011, la Wayback Machine.
- Harta județului Prahova